# 2612 Kathryn
2612 Kathryn eller 1979 DE är en asteroid i huvudbältet som upptäcktes den 28 februari 1979 av den amerikanske astronomen Norman G. Thomas vid Anderson Mesa Station. Den har fått sitt namn efter upptäckarens dotter Kathryn Gail Thomas-Hazelton.
Asteroiden har en diameter på ungefär 25 kilometer.